# Stelletta arenaria
Stelletta arenaria är en svampdjursart som beskrevs av Patricia R. Bergquist 1968. Stelletta arenaria ingår i släktet Stelletta och familjen Ancorinidae.
Artens utbredningsområde är havet kring Nya Zeeland. Inga underarter finns listade i Catalogue of Life.